# Roger Chaffee
Roger Bruce Chaffee (15 de febrero de 1935 - 27 de enero de 1967) fue un piloto de la Marina de los Estados Unidos y astronauta del programa Apolo.
Nació en Grand Rapids (Míchigan), tenía una hermana dos años mayor, Donna. Destacó en los Boy Scout y tenía pasión por el vuelo, mostrando gran aptitud para la ciencia y la ingeniería. Estudió en el Illinois Institute of Technology, graduándose en ingeniería aeronáutica en la Universidad de Purdue en 1957. Conoció a Martha Louisa Horn en septiembre de 1955 y se casaron el 12 de octubre de 1956. Martha ejercía como ama de casa y tuvieron dos hijos, Sheryl Lynn (nacida en 1958) y Stephen (nacido en 1961).
Fue elegido en el tercer grupo de astronautas en 1963 y no había realizado ningún vuelo espacial cuando fue seleccionado como piloto del módulo lunar en el primer vuelo del programa Apolo.
Chaffee murió junto a sus compañeros astronautas Gus Grissom y Edward White en el incendio del Apolo 1 en Cabo Cañaveral el 27 de enero de 1967.
Aunque no está probado, en el libro Moon Shot: The Inside Story of America's Race to the Moon se defiende la teoría de que fue él uno de los pilotos que sobrevolaron en un avión espía U2 la isla de Cuba para fotografiar los misiles soviéticos que desencadenarían la famosa crisis en octubre de 1962. De la polémica también se hace eco el libro The Lost Moon, escrito por el astronauta del Apolo 13 Jim Lovell para relatar su azaroso viaje.

## Reconocimientos
- El cráter lunar Chaffee  lleva este nombre en su honor.
- La Cygnus NG-11, nave de suministros a la Estación Espacial Internacional, lanzada el 17 de abril de 2019 a bordo de un cohete Antares 230, lleva su nombre en su honor.